# آبشار ناناتاکی
آبشار ناناتاکی (به لاتین: Nanataki Falls) یک آبشار در ژاپن است که در کوساکا، آکیتا واقع شده‌است.